# Via Carolina
Via Carolina – międzynarodowy szlak autostradowy łączący Paryż z Pragą. Na całej długości (ok. 1050 km) pokrywa się z przebiegiem europejskiej trasy E50.
Prowadzi przez terytorium Francji (Île-de-France, Szampania-Ardeny, Lotaryngia), Niemiec (Saarę, Nadrenia-Palatynat, Hesja, Badenia-Wirtembergia, Bawaria) i Czech (kraj pilzneński, kraj środkowoczeski, miasto Praga) następującymi drogami:
- Francja: A4, A320
- Niemcy: A6
- Czechy: D5

Miasta leżące przy trasie Via Carolina:
- Paryż
- Reims
- Châlons-en-Champagne
- Verdun
- Metz
- Saarbrücken
- Kaiserslautern
- Ludwigshafen am Rhein
- Mannheim
- Heilbronn
- Ansbach
- Norymberga
- Amberg
- Pilzno
- Praga